# NGC 4541
NGC 4541 é uma galáxia espiral barrada (SBbc) localizada na direcção da constelação de Virgo. Possui uma declinação de -00° 13' 16" e uma ascensão recta de 12 horas, 35 minutos e 10,7 segundos.
A galáxia NGC 4541 foi descoberta em 1 de Janeiro de 1786 por William Herschel.